# Georges Beuville
Pour les articles homonymes, voir Beuville.
Georges Pierre Beuville, surnommé « La Palette », est un illustrateur français et « Peintre de l'Air » né le 5 février 1902 à Mestry dans le Calvados et mort le 23 avril 1982 à Rochefort-en-Yvelines dans les Yvelines.
Il mène de front une carrière d’illustrateur de presse, de publicitaire, d'illustrateur de livres et d’écrivain.
Il est admiré par et a influencé de nombreux dessinateurs, d'Hergé à Rabaté, en passant par Franquin (qui lui consacre une exposition), Cabu, Claire Bretécher, Gotlib, René Follet, Horn ou encore Emmanuel Guibert.

## Biographie
Georges Beuville naît à Mestry dans le Calvados. Enfant, il aimait se promener dans la campagne et accompagnait son père à la chasse.
Il suit l'école secondaire à Caen et fait ses études supérieures à l'école Germain-Pilon (aujourd'hui École nationale supérieure des arts appliqués et des métiers d'art) et aux Arts décoratifs de Paris.
À partir de 1920, il est peintre de portrait, sculpteur et concepteur pour le théâtre,.
Vers la fin des années 1920, il se tourne vers la publicité, en travaillant pour Havas, La Frégate, ainsi que sa propre société, Beuville éditions. Il conçoit également des posters pour G.R.A.P., Boto, Malt Kneip et Nestlé.
Passionné d'aviation, il est promu Peintre de l'Air en 1935. Depuis ce jour, il signe d'une étoile sur le i de Beuville. À la même époque, il s'inscrit à Orly chez « Maryse Bastié aviateur » et devient pilote en 1936. Engagé volontaire dans l'Armée de l'Air comme pilote convoyeur d'avions de chasse et de reconnaissance au cours de la Seconde Guerre mondiale, il devient moniteur de vol à voile après le conflit.
Son épouse, Janine Beuville, écrit dans Femme d'aujourd'hui et ensemble, ils publient différents ouvrages sur l'aviation comme Invitation au vol à voile (1960) ou encore, 85 récits et aventures de l'air (1967).
Il a deux enfants de son premier mariage, Jean-Jacques et Anne-Marie.
En 2009, la vente aux enchères du fonds de son atelier est réalisée par la société Interenchères, dont l'expert fut à cette occasion Yves Frémion,.

## Œuvres

### Illustrateur de livres
- Le Bourgeois gentilhomme, de Molière, 1929
- La Vieille fille, d'Honoré de Balzac, 1930
- L’auberge de l'abîme, d'André Chamson, J. Ferenczi, Paris, 1935
- Almanach du gai savoir, textes de Colette Vivier, 1941 — 1948 (avec Jean Effel en 1943)
- Les guides de tourisme Odé, 1941 à 1956, dont il assure également la direction artistique
- Les disparus de Saint Agil, de Pierre Véry, 1943
- Sept histoires de chasse, texte et illustrations de Georges Beuville, 1943. Tirage à 900 exemplaires numérotés
- L'imitation du petit Jésus, de Jean Plaquevent, Éditions du Seuil, 1943
- L’île au trésor, de Robert-Louis Stevenson, 1946
- Parlons mouche, de Tony Burnand, 1946
- Traité de la vie élégante (Scènes Éparses) d'Honoré de Balzac 1946 Nouvelle Société d'Édition. Tirage 800 exemplaires numérotés
- Un Avion a disparu, de George Delamare, Plon, Paris, 1947
- Les aventures du roi Pausole, de Pierre Louÿs, Albin Michel, Paris, 1949
- Collection Guides Odé Le monde en couleur :
  - Doré Ogrizek (dir.) et Suzanne Chantal (ill. Georges Beuville), Le Portugal, Paris, Odé, coll. « Le monde en couleurs », 1950
  - Doré Ogrizek (dir.) et Suzanne Chantal et autres (ill. Brenet, Hilpert, Liozu et Noel), Le Benelux : Belgique, Nederland, Luxembourg, Paris, Odé, coll. « Le monde en couleurs », 1950
  - Doré Ogrizek (dir.) et Raphaël Barquissau (ill. Georges Beuville), L' Afrique Noire : Éthiopie, Madagascar, Paris, Odé, coll. « Le monde en couleurs », 1952
- Contes et légendes de Franche-Comté, de Jean Defrasne, Fernand Nathan, coll. « Contes et légendes de tous les pays », Paris, 1951
- Monsieur des Lourdines, d'Alphonse de Châteaubriant, 1952, Club du livre sélectionné, Paris. Tirage 3 000 exemplaires numérotés
- Nez au vent, de Robert Flament-Hennebique, 1953
- Trois tours de Renard, de Paul François, 1960
- Propos d'un rétrograde, de Pierre Weité, 1960
- Janine Beuville (ill. Georges Beuville), Invitation au vol à voile, Paris, Flammarion, coll. « Sports et tourisme », 1960 (OCLC 491063138)
- Bernique, de J.-M Guilcher, 1961
- La Sultane blanche, de Pierre Mariel, coll. « France-Club », série « Sur les routes du monde », Éditions André Bonne, Paris, 189 p., 1963
- Contes et légendes de Provence, d'André Pézard, Fernand Nathan, coll. « Contes et légendes de tous les pays », série : « Provinces de France », Paris, 1963
- Contes et légendes de Normandie, de Philippe Lannion, Fernand Nathan, coll. « Contes et légendes de tous les pays », série : « Provinces de France », Paris, 1965
- Théophile Gautier, Le Capitaine Fracasse, Gründ, coll. « Grand écran littéraire », 1965 (BNF 43422364).
- La Guerre des boutons, de Louis Pergaud, 1966.
- Janine Beuville et Didier Daurat (ill. Georges Beuville), 85 récits et aventures de l'air, Paris, Gründ, coll. « Trésor des Jeunes », 1967 (OCLC 749505535)
- Notre-Dame de Paris, de Victor Hugo, 1970. Deux volumes
- Contes et légendes du Dauphiné, de Luce Bosquet, Fernand Nathan, coll. « Contes et légendes de tous les pays », série : « Provinces de France », Paris, 1971
- Oliver Twist, de Charles Dickens, 1971-1972
- Récits de l'Histoire de Carthage, Jean Defrasne, Fernand Nathan, coll. « Contes et légendes de tous les pays », série : « Antiquité  », Paris, 1972
- Zozo la Tornade, de Astrid Lindgren, 1973
- L’Épée dans le roc, de Terence Hanbury White (texte français de Jean Muray), 1974
- Le Morne-au-Diable, d'Eugène Sue, La Crypte tonique, 2019[8]

… et de très nombreuses couvertures pour Le Livre de poche.

### Illustrateur de presse
- Marie Claire de 1937 à 1961
- Daily Express en 1939
- Lisette de 1941 à 1942
- Tintin de 1949 à 1961
- Icare de 1960 à 1990

Et également Cosmopolitan leader, Nos plaisirs, Minerva, Le Muscle, Eve, Le Petit Journal, Paris-Soir, Pour elle, Notre cœur, Pierrot, Votre amie, Paroles françaises, France Dimanche, Jean Bart, Tout et tout, La Bataille, L'Époque, Juin, Terre des jeunes, Naturalia, Constellation, Point de vue/Images du monde, Radar, Détective, Racing, Touring club de France, Touring plein air, Famille chrétienne, Femmes d'aujourd'hui, Pilote, Spirou et Apna.